# Rocío Alorda Zelada
Rocío Alorda Zelada, (Quinta Normal, 20 de julio de 1981) periodista feminista y profesora de género y medios de comunicación. Desde 2023 se desempeña como presidenta del Colegio de Periodistas de Chile.

## Biografía
Entró a estudiar Bachillerato en Ciencias y Humanidades y posteriormente periodismo en la Universidad de Santiago de Chile (Usach) del 2000 al 2007, año en que se tituló.
Tras titularse trabajó en el Servicio Nacional de la Mujer, y posteriormente, la periodista Margarita Pastene la invitó a formar parte del equipo periodístico de la Radio Usach, quien junto a otros y otras colegas se encargaron de crear el equipo de prensa, empezando a sumergirse en el mundo de la producción periodística, donde se desempeñó como editora de prensa y cultura.
A la par con su trabajo en este proyecto de medios universitarios, hizo un diplomado en el Instituto IDEA sobre Estudios Internacionales con mención en América Latina y cursó el magíster de Estudios Internacionales. Más tarde se especializó en temas de género y ruralidad trabajando para la Asociación Nacional de Mujeres Rurales e Indígenas (Anamuri) y en el Centro de Estudios para el Desarrollo de la Mujer, CEDEM.
Posteriormente, trabajó en comunicaciones de la Facultad de Ciencias Sociales de la Universidad de Chile y en la Fundación para la Promoción y Desarrollo de la Mujer, PRODEMU. 
Fue parte del equipo de investigaciones “Entendiendo los obstáculos subjetivos a la agencia de las mujeres”, desarrollado a través de la Fundación IDRC de Canadá y la Universidad Tecnológica Metropolitana, UTEM, bajo la conducción de la académica y escritora Diamela Eltit”, y fue tesista de magíster de comunicación política de la Universidad de Chile del proyecto Fondecyt “Género y Dolor: Prácticas de emancipación en correspondencias de Elena Caffarena y de Gabriela Mistral durante la primera mitad del siglo XX”.
Rocío es fundadora e integrante de la Red de Periodistas y Comunicadoras Feministas de Chile (REDPERIOFEM), y desde 2023 es la presidenta nacional del Colegio de Periodistas de Chile. Ingresó a la mesa directiva en el año 2017, asumiendo como secretaria general, coordinadora de la Comisión Nacional de Género, y posteriormente se desempeñó como la primera vicepresidenta nacional de la Orden.
Alorda ingresó su candidatura a finales del año 2022 en la lista 2: “Más Periodismo es Más Democracia, por un Colegio ético, plural y comprometido”. En donde salió elegida con 273 preferencias,por lo que actualmente enfrenta nuevos desafíos como presidenta del Colegio de Periodistas de Chile, donde uno de sus grandes objetivos es fortalecer el derecho a la comunicación, el respeto y la protección al ejercicio de la prensa y en diciembre de 2024 fue reelecta presidenta del gremio por el período 2025-2026.

## Artículos
- Las transformaciones políticas de América Latina en miras al Socialismo.[6]
- Las trayectorias y las resistencias de las mujeres en la primera jornada de encuentro.[7]
- MediosNoSexistas y Derecho a la Comunicación: Un desafío para el pluralismo en Chile.[8]
- Aproximaciones teóricas al régimen del dolor en el cuerpo de las mujeres.[9]
- Derecho a la comunicación en Chile: tarea fundamental para la democracia y los avances populares.[10]
- 2021: “Comunicación feminista para una nueva Constitución en Chile” en Comunicación feminista y popular, Ediciones SOF, Sao Paulo.[11]
- 2017: “Medios de comunicación y violencia simbólica en Chile: Una lectura en clave de género”, en “Sistematización: “La concentración de los medios en Chile y sus efectos en cuatro casos: conflicto mapuche, violencia de género, conflictos ambientales y huelgas de trabajadores/as”, Colegio de Periodistas de Chile, Santiago, Chile.
- 2013: “Aproximaciones teóricas al régimen del dolor en el cuerpo de las mujeres”, publicado en Revista Taller de Letras, Pontificia Universidad Católica de Chile, N.º 53.[12]
- 2010: “Uso de Tic’s en mujeres de zonas rurales”, proyecto de investigación seleccionado y publicado por Flacso/Unifem, Argentina.
- 2005: “Cómo conseguir un medio digital más amigable para las mujeres”, tesis de pregrado para optar al título de Periodista. Universidad de Santiago